# 宣明暦
宣明暦（せんみょうれき）は、中国暦の一つで、かつて中国や日本などで使われていた太陰太陽暦の暦法である。正式には長慶宣明暦（ちょうけいせんみょうれき）と言う。特に日本においては中世を通じて823年間継続して使用され、史上最も長く採用された暦となった。
以下、和暦の日付は旧暦表示である。また、西暦の日付は1582年10月4日まではユリウス暦表示、1582年10月15日以降はグレゴリオ暦表示となっている。

## 使用期間

### 中国
唐の長慶2年（822年）から景福元年（892年）までの71年間使用された。

### 日本
- 貞観4年1月1日（862年2月3日）に大衍暦・五紀暦[3]から改暦され、貞享元年12月30日（1685年[4]2月3日）まで、823年間使用された。
- 貞享2年1月1日（1685年2月4日）、貞享暦に改暦された。

### 朝鮮
朝鮮半島でも宣明暦は中国より長く使われた。『高麗史』暦志及び『七政算内篇』 (ko:칠정산) によると、高麗王朝は太祖以来、すでに中国では使われていなかった宣明暦を使用し、忠宣王の時代に授時暦が採用されるまで約400年間にわたって使用された。授時暦の採用後も日食・月食などの計算については宣明暦の計算方法を使用し続けたという。

## 概要

### 中国
唐の徐昂が編纂したもので、当時としては優れた暦法であり、特に日食や月食の予報に進歩が見られた。

### 日本
天安3年（859年）に渤海使がもたらし、それまでの大衍暦・五紀暦に代わり用いられる。暦博士大春日真野麻呂の強い推挙によるものとされている。
その後、朝廷の衰退や、承和年間における遣唐使の途絶以後、日本の朝廷が中国王朝との正式な外交関係を持たなかったこと、日本の暦学（暦道）自体が独自の暦法を作る水準までに達していなかったことによって改暦が行われず、長期にわたり使用されたために誤差が蓄積することになる。
また、暦の編纂は本来は朝廷が独占して行うものであり、暦の算出法に関する書物は陰陽寮以外には秘書とされていたが、宣明暦があまりにも長く使用されていたために、次第に民間に流布するようになり、さらには出版されるようになった。さらに、鎌倉時代以降は朝廷の力が弱まり、京で作られた暦が地方へ伝達しにくくなったことから、各地で独自に宣明暦の暦法によった暦（民間暦）が作られるようになった。
ところが、戦国時代に朝廷において暦道を担当していた勘解由小路家（賀茂朝臣氏）が断絶した影響などで京における暦の編纂に混乱が生じると、京と地方の民間暦との間で置閏法などに違いが生じるなどの混乱が発生した。例えば、天正11年（1583年）1月に京暦で行われる予定の閏月が、民間の三島暦を採用していた北条氏・上杉氏・里見氏などの領内では前年の天正10年12月に閏月が行われ、特に信濃国では同じ国内であるにもかかわらず、真田氏・蘆田氏は三島暦、諏訪氏・小笠原氏は京暦に従って閏月を実施するなどの混乱が生じた。
更に江戸時代初期には、置閏の決定に必要な二十四節気が、誤差が累積し実際よりも2日早くなっていた（もっとも、「9世紀に作成された暦が800年間で2日間しかずれを生じさせなかった」と見ることも可能である）。このために渋川春海によって貞享暦が編纂され改暦が行われる。なお旧暦は朔日（新月）を1日とするルールで、それは破綻していない。よって「暦そのものが2日早まっていた」とするのは誤り。

## 脚註
1. ↑  ユリウス暦1582年10月4日は、グレゴリオ暦で換算すると同年10月14日に当たる。
2. ↑  1582年10月15日はグレゴリオ暦の制定日に当たる。
3. 1 2  五紀暦は、天安 2年（858年）から貞観3年（861年）までの間、大衍暦と併用される。
4. ↑  貞享元年12月30日（宣明暦）は、グレゴリオ暦では年が明けて「1685年」となる。
5. ↑  『高麗史』巻五十、暦一「高麗不別治暦、承用唐宣明暦。自長慶壬寅、下距太祖開国、殆逾百年、其術已差、前此唐已改暦矣。自是暦凡二十二改、而高麗猶馴用之。至忠宣王改用元授時暦、而開方之術不伝、故交食一節尚循宣明旧術。」
6. ↑  中国において暦法の制定と頒暦は皇帝の大権に属しており、中国王朝の冊封体制の強化によって遣唐使途絶以後の日本に暦法が伝わることは事実上困難になったこと、宣明暦が1日の誤差が生じて問題が深刻化した時期（鎌倉時代後期）に起きた元寇によって授時暦伝来の可能性が完全に絶たれたことが、中国暦法の導入という伝統的な改暦方法を不可能にした（湯浅吉美 2009, pp. 190–191）。